# Hafida Zizi

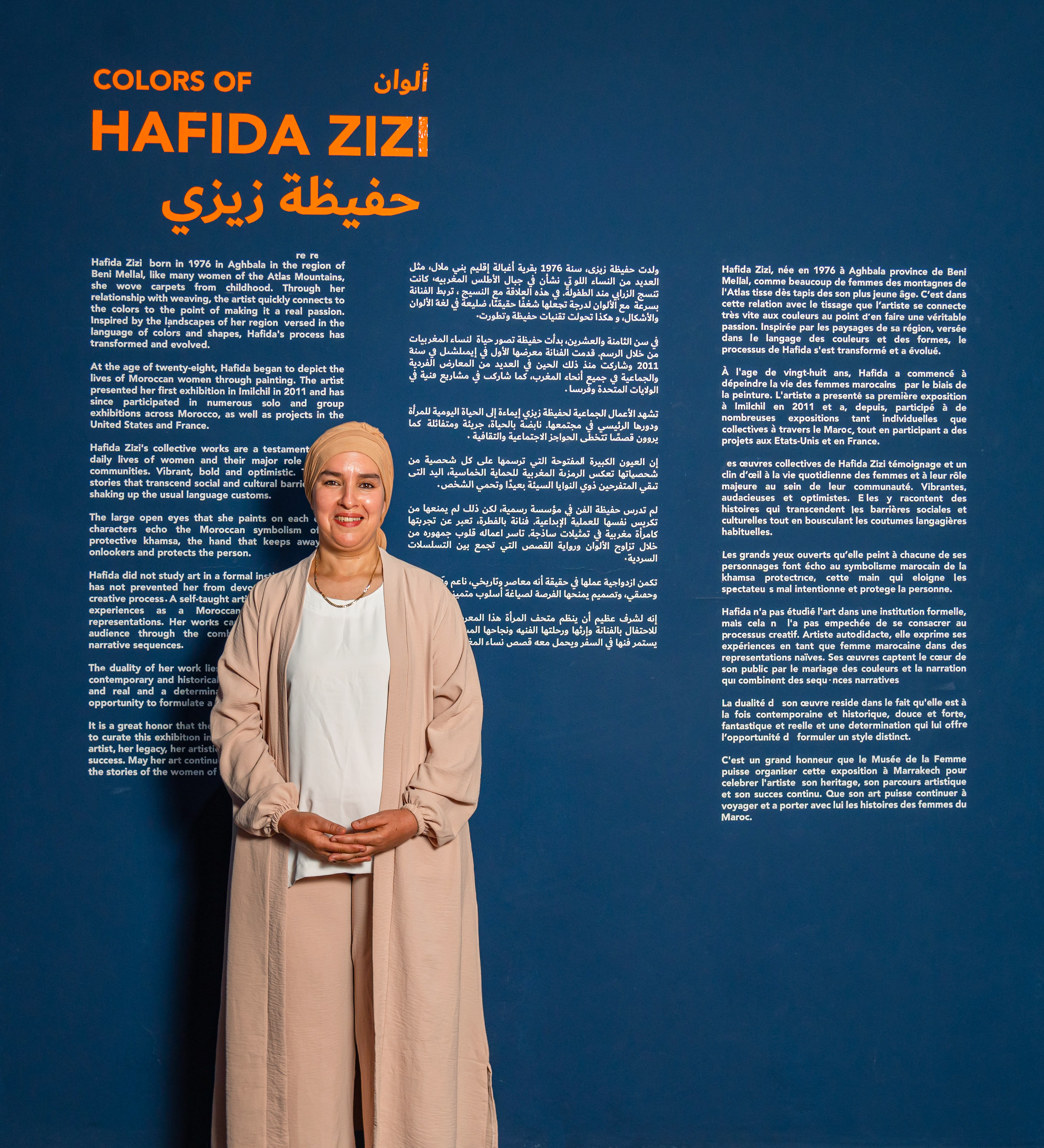
Hafida Zizi (2025)

Hafida Zizi (* 25. Mai 1976 in Aghbala, Marokko) ist eine marokkanische Malerin und Bildhauerin. Sie ist bekannt für ihre naive und häufig sehr farbenfrohe Kunst, in welcher sie das Leben von Amazigh-Frauen darstellt.

## Leben
Hafida Zizi wurde 1976 in Aghbala im Mittleren Atlasgebirge geboren und wuchs in einer traditionell Amazigh geprägten Gemeinde auf. Ihre Mutter war Teppichweberin, wodurch Zizi bereits in jungen Jahren in Kontakt mit handwerklichem Arbeiten und dem Einsatz von Farben kam. Im Alter von sieben bis fünfzehn Jahren besuchte sie die Schule, musste ihre formelle Bildung jedoch abbrechen, als sie verheiratet wurde. In den folgenden Jahren widmete sie sich den traditionellen Aufgaben einer Hausfrau und wurde Mutter von drei Kindern. Nach dem Tod ihrer Mutter, welche eine zentrale Bezugsperson Zizis gewesen war, und unzufrieden mit dieser Art zu Leben, entschied sie sich schließlich, sich von ihrem Ehemann zu trennen und zog zu einem ihrer Brüder nach Marrakesch.
Mit 28 Jahren dann begann Hafida Zizi ihre Laufbahn als autodidaktische Malerin und Bildhauerin. Ihre erste eigene Ausstellung fand sieben Jahre später, im Jahr 2011, in Imilchil statt. Es folgten weitere Ausstellungen in Casablanca und Marrakesch sowie internationale Projekte in den USA, Frankreich und Spanien. Seit 2015 betreibt sie eine Galerie im UNESCO-Weltkulturerbe Ait Benhaddou. Im Jahr 2024 eröffnete Zizi eine weitere Galerie in Marrakesch.
Zizis Arbeiten wurden in zahlreichen Einzel- und Gruppenausstellungen in Marokko und international gezeigt. Besonders sind März 2023 bis April 2024 und November 2024 bis Juni 2026 die temporären Ausstellungsräume im Musée de la Femme in Marrakesch Hafida Zizi gewidmet.

## Werk
Hafida Zizi ist eine Autodidaktin, die keine formale Kunstausbildung absolviert hat. Ihr Malstil ist bekannt für Naivität und die intensive Farbgebung.
Zizis Kunst thematisiert das Leben der marokkanischen, meist der Amazigh-Frauen und deren zentrale Rolle in ihren Gemeinschaften. Dafür wählt sie klassische Motive wie Essenszenen, Musik und Tanz. Solch narrative Sequenzen sind typisch in Zizis Kunstwerken. Ein wiederkehrendes Motiv in ihren Gemälden sind die großen, offenen Augen, die an die schützende Khamsa, die Hand, die böse Blicke abwehrt, erinnern.
Ihre Kunstwerke zeichnen sich durch eine Kombination aus zeitgenössischen und historischen Elementen aus, die sowohl weich als auch stark, fantastisch und realistisch sind.
Zizi malt auf Leinwänden und arbeitet auch plastisch – Krüge, Vasen, Lampen sind für sie dann typische Objekte.
Ein für Hafida Zizi wichtiges Vorbild ist die Künstlerin Chaibia Talal.